# Якупов, Валиулла Махмутович
Валиулла́ Махму́тович Яку́пов (4 сентября 1963, Дмитриевка, Уфимский район, Башкирская АССР – 19 июля 2012, Казань, Татарстан, Россия) — российский религиозный и общественный деятель, мусульманский богослов, имам, историк и исламовед. Кандидат исторических наук. Заместитель Председателя ДУМ РТ по работе с государственными структурами (2008—2011 годы), Начальник отдела образования ДУМ РТ (2011— 2012). Заместитель Председателя Экспертного совета по проведению государственной религиоведческой экспертизы при Министерстве юстиции Российской Федерации. Главный редактор журналов «Мусульманский мир» и «Иман нуры».

## Биография
Родился 4 сентября 1963 года в деревне Дмитриевка Уфимского района Башкирской АССР. По этнической принадлежности — татарин.
В первый класс пошёл в школу в Дмитриевке, а затем обучался в средней школе № 4 г. Бирска, которую окончил в 1981 году. В том же году поступил в Казанский химико-технологический институт им. С. М. Кирова, который окончил в 1987 году по специальности «Технология электрохимических производств» с квалификацией «инженер химик-технолог». В это же время работал в институте и учился в очной аспирантуре, поступил на учёбу на заочное отделение исторического факультета КГУ.
В 2003 году прошёл повышение квалификации в Российской академии государственной службы при Президенте РФ по теме «Организационное обеспечение деятельности федеральных органов государственной власти РФ».
Член Союза журналистов РТ. Лейтенант запаса.

## Религиозная деятельность
Окончил Казанское высшее мусульманское медресе им. 1000-летия принятия Ислама.
6 ноября 1992 года был избран имам-хатыбом древней Апанаевской мечети г. Казани, возрождением которой усиленно занимался после своего избрания.
С 1993 года по ноябрь 1996 года — ректор Казанского высшего Мусульманского медресе «Мухаммадия», ныне являющегося одним из авторитетнейших мусульманских учебных заведений.
В январе 1995 года на съезде мусульман республики был избран членом Президиума Духовного управления мусульман Республики Татарстан.
В мае 1996 года был избран заместителем имам-мухтасиба г. Казани.

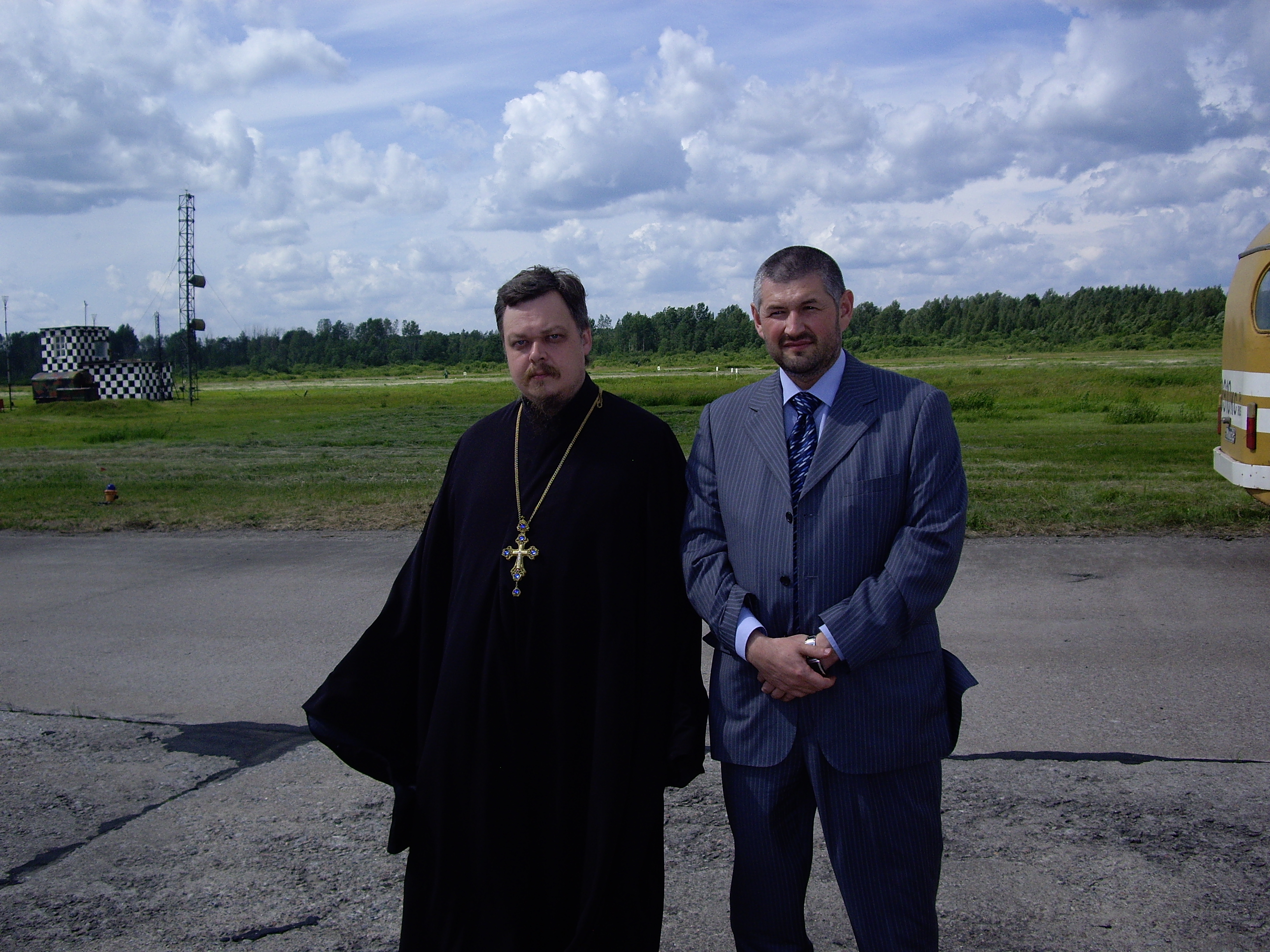
Всеволод Чаплин и Валиулла Якупов в 2006 году

С 1997 года — заместитель председателя ДУМ РТ (свидетельство № 133 от 3 декабря 1997 года).
На объединительном съезде мусульман Татарстана 14 февраля 1998 года был избран Первым заместителем муфтия — председателем вакуфов; переизбирался на эту должность на съездах 2002 и 2006 годов (решением Пленума ДУМ РТ полномочия приостановлены в апреле 2008 года; был переведён на должность заместителя муфтия по связям с государственными структурами, на которой находился до 2011 года. Р. М. Мухаметшин утверждает, что «тогда именно его антиваххабитская риторика стала причиной опалы» и главной причиной его снятия с должности заместителя муфтия.
С 2011 года по 19 июля 2012 года — начальник отдела образования ДУМ РТ. На этом посту Валиулла-хазрат вплотную занимался совершенствованием системы мусульманского образования в республике, проводил встречи с ректорами медресе, рассуждал о создании единого образовательного стандарта, принимал непосредственное участие в разработке типовых программ для мусульманских учебных заведений.
Иногда в сообщениях федеральных информационных агентств Валиулла-хазрат ошибочно именуется муфтием, хотя занимал должность заместителя муфтия и был только имамом Апанаевской мечети г. Казани.

## Общественная деятельность
29 ноября 1990 года избран председателем Молодёжного центра Исламской культуры «Иман».
С марта 1995 года являлся директором Арабско-английского колледжа.
В 1997 году был режиссёром телевизионной программы «Знакомьтесь: Ислам».

## Издательская деятельность
В 1991 году В. М. Якупов создал и возглавил старейшее в России мусульманское издательство «Иман», которое выпустило свыше 1000 наименований книг исламской направленности — богословские труды, популяризаторскую и историческую литературу.
Также шеф-редактор нескольких религиозных публицистических изданий: газета «Иман» (на татарском языке), зарегистрирована 28 августа 1992 года; газета «Вера», зарегистрирована 15 октября 1993 года; журнал «Мусульманский мир», зарегистрирован 10 марта 1998 года; журнал «Иман нуры» (на татарском языке), зарегистрирован 15 октября 1993 года; ежегодник «Моселман календаре» (на татарском языке), зарегистрирован 17 мая 1995 года.

## Научная деятельность
В 2004 году в Казанском государственном университете им. В. И. Ульянова (Ленина) под научным руководством Р. М. Мухаметшина защитил диссертацию на соискание учёной степени кандидата исторических наук по теме «Исламский компонент государственно-конфессиональных отношений в Татарстане в 90-е годы XX века (историко-политический анализ)» по специальности «Теория политики, история и методология политической науки (по историческим наукам)».
Научный сотрудник Центра исламоведческих исследований Академии наук Республики Татарстан.
Является автором свыше 30 книг.

## Членство в организациях
- Член Союза журналистов Республики Татарстан.
- В 2007—2008 годах являлся членом Комиссии по организации взаимодействия с общественностью и информирования её о принимаемых Управлением Федеральной регистрационной службы по Республике Татарстан мерах по осуществлению своих полномочий в сфере государственной регистрации некоммерческих организаций и контроля за их деятельностью.
- Член Консультативного совета по взаимодействию МИД РФ с мусульманскими организациями.
- Член Общественной Палаты Республики Татарстан с 2008 года[7].
- С апреля 2009 года являлся заместителем председателя Экспертного совета по проведению государственной религиоведческой экспертизы при Министерстве юстиции РФ[7].

## Смерть и похороны

Джаназа-намаз над телом Валиуллы-хазрата во дворе Апанаевской мечети. Тело погибшего согласно мусульманскому обычаю завёрнуто в кафен и покрыто зелёным (цвет ислама) покрывалом.
20 июля 2012 года

19 июля 2012 года при выходе из подъезда собственного дома на ул. Заря в Советском районе города Казани неустановленными лицами был тяжело ранен шестью выстрелами из огнестрельного оружия, смог дойти до своего автомобиля и уже в нём скончался.
20 июля 2012 года состоялось прощание с Валиуллой-хазратом во дворе Апанаевской мечети, где он был имам-хатыбом. Начало церемонии положил главный казый Татарстана Джалиль-хазрат Фазлыев, прочитавший заупокойные молитвы. Проститься пришли несколько сот человек: прихожане казанских мечетей, религиозные и общественные деятели, в том числе имамы из разных регионов, депутаты Государственного Совета Республики Татарстан, члены Правительства Республики Татарстан, в том числе бывший Министр внутренних дел Республики Татарстан А. А. Сафаров и Заместитель Премьер-министра Республики Татарстан — Руководитель Аппарата Кабинета Министров Республики Татарстан Ш. Х. Гафаров, а также министр культуры Республики Татарстан А. М. Сибагатуллин, Начальник Управления Президента Республики Татарстан по взаимодействию с религиозными объединениями М. И. Гатин, Председатель Исполнительного комитета Всемирного конгресса татар Р. З. Закиров, руководитель Приволжского центра региональных и этнорелигиозных исследований Российского института стратегических исследований Р. Р. Сулейманов. Похороны состоялись на кладбище «Аль-Марджани» возле посёлка Самосырово.

### Версии происшествия
Убийство Валиуллы-хазрата следствие связывает с его профессиональной деятельностью. Эту версию разделяют некоторые эксперты. Так руководитель Приволжского центра региональных и этнорелигиозных исследований Российского института стратегических исследований Раис Сулейманов утверждает следующее: «Он был ярким представителем традиционного течения ислама и постоянно наносил удар по радикальным мусульманам, число которых в Татарстане за последние годы значительно увеличилось». Журналист Максим Шевченко ввиду необходимости особой профессиональной подготовки считает виновниками криминальные сообщества Татарстана и маловероятным причастность к убийству каких-то экстремистских подполий: 

«Трудно представить, что в Казани может возникнуть какая-то экстремистская группа, которая организует столь высокопрофессиональный двойной теракт. И при этом данная группа не будет находиться под контролем спецслужб. Подобную акцию непрофессионалы просто не в состоянии сделать».
Религиовед и исламовед Р. А. Силантьев считает, что произошедшее в Казани 

«мы предсказывали давно — это начало тотальной войны против проповедников традиционного ислама»,
поскольку 

«два года назад в Татарстане практически уже была создана „дагестанская ситуация“. Появилось террористическое подполье, начались боестолкновения. Но нынешний глава Духовного управления мусульман республики Илдус Файзов и его бывший заместитель Валиулла Якупов — ярый сторонник борьбы с ваххабизмом — при помощи властей смогли эту ситуацию развернуть. Им не простили того, что они фактически спасли Татарстан от „дагестанского сценария“ и уберегли от террористической войны».
Новостное агентство Newsru не исключают причастности к убийству спецслужб. Такую же точку зрения высказал Гейдар Джемаль.
Председатель Пермского муфтията ЦДУМ России муфтий М. Р. Хузин считает, что 

«это след ваххабитов», потому что Илдус-хазрат и вместе с Валиуллой-хазратом «пытался установить контроль над последним оплотом ваххабизма в Татарстане — мечетью Кул Шариф. Ваххабиты пригрозили устроить массовые беспорядки…»
Первый заместитель председателя ЦДУМ России, муфтий Москвы и Центрального региона России Альбир Крганов подчеркнул, что: 

«Убийство религиозного деятеля в таком спокойном регионе, как Татарстан, всех удивило. Это сделали нелюди, бандиты, которые переступили черту. Это вызов не только региону, это вызов стране, всем мусульманам России». Он также отметил, что главное сейчас для представителей мусульманской уммы России — не поддаваться на провокации. «Религиозным организациям нужно очень последовательно, слаженно вести работу с органами власти и другими структурами».
Исламовед, ректор казанского Российского исламского университета Р. М. Мухаметшин считает, что: 

Сейчас невозможно сказать, как дальше будут развиваться процессы в среде мусульман Поволжья. Но одно могу сказать определённо — пытаться объяснить убийство Валиуллы Якупова некими «экономическими разборками» наивно. Идеологов традиционного ислама из-за денег не убивают.

## Награды
Награждён Благодарственным письмом ДУМ РТ в 2003 году, медалью 1000-летия г. Казани (2005 год), Благодарственным письмом Президента РТ в 2008 году, орденом «Аль-Фахр» II степени СМР в 2008 году, почетным знаком «За активную работу по патриотическому воспитанию граждан РФ» Росвоенцентра при Правительстве РФ в 2008 году.
28 июля 2012 года Президент России В.В. Путин посмертно наградил Валиуллу-хазрата Орденом Мужества с формулировкой «за мужество и отвагу, проявленные при исполнении гражданского долга»

## Отзывы

### Учёные и религиоведы
Религиовед и исламовед Р. А. Силантьев определяет Валиуллу-хазрата как одного из наиболее ярких лидеров татарстанского ислама: 

«Кандидат исторических наук Валиулла Якупов является основателем первого в России издательства исламской литературы, автором целого ряда богословских и исторических трудов, активным публицистом и популяризатором ислама. Он также оказал серьёзное влияние на становление системы исламского образования в Татарстане».
Историк Р. М. Мухаметшин, бывший научным руководителем диссертанта Валиуллы-хазрата, вспоминает, что: 

В мусульманской умме Татарстана Валиулла Якупов был одним из самых образованных религиозных деятелей. Он одним из первых получил научную степень. Помимо этого, наверное, никто в России не сделал столько Валиулла хазрат для пропаганды традиционного ислама. Достаточно вспомнить издательство «Иман». Помимо этого в последнее время он запустил несколько сайтов, пропагандирующих традиционные ценности"
Социолог, председатель совета директоров Центра аналитических исследований и разработок, профессор А. Л. Салагаев:

Валиуллу Якупова я знаю с тех времен, когда он был аспирантом кафедры истории КХТИ (сейчас КНИТУ). Он всегда интересовался историей, был членом комитета ВЛКСМ вуза, то есть активно интересовался общественной жизнью — в тех формах, которые тогда существовали. Затем Валиулла Якупов стал признанным учёным-теологом. Его труды по теории ислама ценятся во всём мире. Валиулла Якупов был ярым противником ваххабизма, активно боролся с радикальными течениями в исламе. Думаю, что произошедшая трагедия связана с этим. У нас, к сожалению, недооценивают возможности ваххабизма, салафизма…
Исламовед А. М. Ахунов доцент кафедры регионоведения и исламоведения Института востоковедения и международных отношений Казанского (Приволжского) федерального университета:

«Валиуллу Якупова я знал с начала 90-х годов с момента создания им центра мусульманской культуры. Я наблюдал его эволюцию как учёного и исследователя. Якупов, несмотря на свою активную общественную деятельность, очень интересовался и наукой, стал кандидатом исторических наук. Благодаря своему исследовательскому интересу не только ислама, но и прошлого Татарстана, Якупов для гуманитарной науки в целом и татарстанской исторической науки сделал очень многое. Он первым стал выпускать труды татарских богословов и учёных, которые за годы советской власти были забыты. Я бы даже сказал, что эти публикации побудили Якупова углубиться в изучении истории, где он стал в своей области довольно крупным специалистом. Его мнение всегда было интересно учёным, к нему прислушивались. И сейчас трудно представить, кто кроме Якупова так активно сейчас будет заниматься возвращением духовного наследия мусульман. А что будет с многочисленной литературой просветительской литературой, которая выпускалась только благодаря ему?»
Коллектив Казанского национального исследовательского технологического университета, высказался следующим образом:

Валиулла хазрат Якупов был одним из самых выдающихся религиозных деятелей нашей республики. За годы своего духовного служения он внёс большой вклад в духовно-нравственное возрождение нашего общества, являлся противником любых проявлений экстремизма, способствовал укреплению гражданского согласия и религиозной терпимости.

### Государственные деятели
Д. А. Медведев, выражая свои соболезнования родным и близким Валиуллы-хазрата, отметил: 

«Он был авторитетным и высокообразованным религиозным деятелем. Являлся активным противником радикальных течений ислама, твёрдо боролся за его истинные ценности. Валиулла-хазрат Якупов многое сделал для укрепления гражданского мира и межконфессионального согласия в нашем обществе».
«Светлая память об этом мужественном человеке навсегда останется в сердцах всех, кто его знал и глубоко уважал».
М. Ш. Шаймиев

«Хазрат Валиулла Якупов являлся одним из самых образованных мусульманских деятелей нашей республики, который снискал к себе уважение и за пределами Татарстана. Он занимался книгоизданием, много времени уделял просветительской деятельности, а главное этот человек оставался до последнего последовательным и бескомпромиссным борцом за сохранение традиционного ислама и всемерно противодействовал любым попыткам насадить в республике идеи радикального ислама, который неприемлем для наших мусульман».

### Религиозные деятели
Бывший председатель ДУМ РТ Г. Г. Исхаков, долгие годы работавший с Валиуллой Якуповым отметил, что: 

«За 13 лет, что мы работали вместе, мы с ним ни разу не ссорились, он был хорошим другом и дипломатом и очень вероубежденным человеком, читал вовремя все намазы, даже когда мы были в путешествиях за рубежом. Самое главное его качество — он не проводил ни одной минуты впустую».
Председатель Общественной палаты Республики Татарстан И. Р. Хайруллин сказал, что: 

«Я знал его долго, примерно 15 лет. Это был человек очень порядочный, спокойный, всегда приветливый. В области теологии его можно назвать одним из умнейших людей Татарстана, он издал много книг. У нас были очень хорошие отношения, это был очень светлый человек. Очень жаль, мне его будет не хватать».
Главный казый Республики Татарстан Д. В. Фазлыев сказал, что: 

Его роль была огромна для татарстанской общины. Когда ещё не было духовных управлений, он создал центр «Иман», печатал книги. Тогда вообще ничего не было. Убить в начале священного Рамазана, то это… Нет слов…
 А на церемонии прощания с Валиуллой-хазратом он особо отметил:

«Человек расстается с друзьями, родными и близкими, но должен оставить на этой земле след, Валиулла-хазрат очень много сделал для мусульманской уммы Татарстана и России в целом, его имя никогда не будет забыто»
Председатель Единого духовного управления мусульман Красноярского края муфтий Гаяз-хазрат Фаткуллин сказал о Валиулле-хазрате, что он:

занимал пост начальника учебного отдела ДУМ РТ был крупнейшим деятелем просвещения. Он вёл научную и учебную деятельность, написал и издал множество книг, полезных не только для мусульман, но и представителей других конфессий. Этот человек сделал немало для мусульман Республики Татарстан и мог бы сделать ещё больше! Но какие-то злодеи и подлецы решили, что могут распоряжаться чужой жизнью! Мы глубоко скорбим о нашем погибшем брате по вере, желаем Илдусу-хазрату скорейшего выздоровления! И выражаем искреннюю надежду на то, что в скором времени преступники будут установлены и понесут должное наказание!"
Президиум ЦДУМ России в лице Верховного муфтия Т. С. Таджуддина в официальном заявлении отметил, что: 

Перед началом благословенного поста мусульман цинично убит Валиулла хазрат Якупов, по праву представлявший молодое поколение мусульман России. Совершенно очевидно, что виновные в этом — непримиримые, лютые враги не только мусульман, но и всей огромной, единой и многоконфессиональной семьи народов нашей великой Отчизны.
В преддверии благословенного месяца Рамазан и в его первую ночь молим Всемогущего Аллаха упокоить светлую душу этого истинного шахида, праведного мученика за веру и Отечество Валиуллы хазрата в райских садах вместе с прославленными в веках подвижниками и святыми!
Имам мечети «Султан» Камиль-хазрат Бикчантаев: 

Я потрясён. Человек он был очень искренний, знающий, был на своём месте и чётко проводил линию против терроризма, против сектантов, пользовался огромным авторитетом. Я скорблю, потому что вместе с ним мы стояли у истоков возрождения мусульманской веры в РТ во время перестройки. Это был знающий человек, историк; таких немного, к сожалению, в нашей среде. В последнее время ему было доверено работать с молодёжью, а молодёжь — это наша перспектива. Убийство накануне уразы никак не оправданно ни с человеческой точки зрения, ни с точки зрения нашей религии. Это страшно, жестоко, выражаем соболезнования его близким и будем молиться за него. Его словом питались…
Имам мечети «Марджани» Ильфар-хазрат: 

У нас сейчас как раз проходит совещание по поводу этого страшного события. Будем молиться. Убийство перед уразой — страшный грех. Мы в шоке. Тем более, в Казани, в многоконфессиональном городе, где всё всегда было спокойно. Валиулла хазрат был очень авторитетный в нашей среде человек с учёной степенью. Он старался для нашей веры на Пути Всевышнего. В 90-х годах он вернул РТ историческое здание медресе «Мухаммадия» и был его ректором, основал издательство «Иман», выпускал брошюры, книги, газеты, его словом питались. Хвала Всевышнему, что муфтий не пострадал.
Экс-пресс-секретарь ДУМ РТ, главный редактор ИА «Инфо-Ислам» Ахмад Халиков:

Я очень долго знал Валиуллу хазрата, когда я пришёл работать в ДУМ, он меня многому научил. Мне нравился его профессионализм, он всегда был открыт для прессы. Валиулла хазрат всегда был последователен в своих взглядах, высказывал неоднозначную точку зрения на любые события, которые происходили. Он был очень умным человеком, аналитиком, служил Исламу с честью, полностью посвятил себя служению делу. Благодаря ему было напечатано много книг по традиционному исламу, у него была своя типографии «Иман». Сегодняшная новость меня шокировала. Только вчера мы с ним виделись, разговаривали, а сегодня его не стало. Хотелось бы принести соболезнования родным и близким.
Протоиерей Олег (Соколов): 

Валиуллу-хазрата я знал лучше других мусульман, относился с огромным уважением, о казанском исламе я судил по нему. Как духовный лидер он имел на это полное право. В 90-е годы я в епархии был вроде «министра внешних сношений» и со мной общался Валиулла Якупов. Встречались, обсуждали проблемы. Бросались в глаза интеллект, образованность, высокая культура. Я не считаю себя вправе давать оценки о ваххабитах, не знаю внутренних дел мусульманской общины, но знаю, что проблема ваххабизма огромна и для РТ, и для всего мусульманского мира, и нельзя не принимать во внимание этот фактор. Очень скорблю о нём, по православным канонам об иноверцах не молятся, но память о Валиулле хазрате сохранится в моём и не только в моём сердце.
Председатель ДУМ РТ муфтий И. А. Файзов сказал о Валиулле-хазрате, что он

один из виднейших мусульманских просветителей страны. Он сделал многое для распространения ислама в нашем регионе, это и открытие медресе «Мухаммадия», и восстановление Апанаевской мечети, и издание сотен, тысяч книг, журналов, газет… Пусть Аллах воздаст хазрату своей милостью за его благой труд, простит его грехи и прегрешения.
Религиовед и православный богослов протодиакон А. В. Кураев после трагической гибели Валиуллы-хазрата в своём ЖЖ сказал, что: 

У нас были дружественные отношения. Это был умный и добрый человек. Россия стала беднее…

## Увековечивание памяти
Центр исламской культуры «Иман» города Казани, основателем которого в своё время был В. М. Якупов, предполагает создать музей Валиуллы-хазрата Якупова, где будут выставлены его личные вещи, книги, рукописи, фото и видеозаписи встреч и событий, в которых он принимал участие, а также будут проводиться тематические мероприятия.

## Труды

### Книги
- Якупов В. М. Мусульманское образование / В. М. Якупов. — Казань: Иман, 2002. — 16 с.
- Якупов В. М. Неофициальный Ислам в Татарстане: движения, течения, секты Архивная копия от 22 марта 2014 на Wayback Machine / В. М. Якупов. — Казань: Иман, 2003. — 32 с.
- Якупов В. М. Татарское «богоискательство» и пророческий Ислам / В. М. Якупов. — Казань: Иман, 2003. — 52 с.
- Якупов В. М. Адреса Сунны. — Казань.: Иман, 2004. — 36 с.
- Якупов В. М. Благотворительность и социальная работа в исламе. — Казань.: Иман, 2004. —
- Якупов В. М Ханафитский мазхаб, его значение и актуальность. — Казань: Иман, 2004. —
- Якупов В. М. Мера Ислама (К проблеме адекватного конкретно- исторического понимания вечных шариатских истин). — Казань: Иман, 2004. — 69 с.
- Якупов В. М. Ислам в Татарстане в 90-е годы. — Казань: Иман, 2005. — 114 с.
- Якупов В. М. Деятельность ДУМ РТ в 2003 году. — Казань: Иман, 2005. — 117 с.
- Якупов В. М. "Устав"ная литература Духовных управлений мусульман Татарстана. — Казань: Иман, 2006. —
- Якупов В. М. К пророческому исламу. — Казань: Иман, 2006. — 454 с.
- Ислам. Пособие для православных миссионеров / Силантьев Р. А., свящ. Г. Максимов, муфтий Ф. С. Хайдаров, имам-хатыб В. Якупов; Под общ. ред. д-ра ист. наук, проф. МГЛУ Р. А. Силантьева. — Екатеринбург: Екатеринбургская епархия, Миссионерский раздел, 2016. — 464 с. — 3000 экз.

### Статьи
- Якупов В. М. Ислам традиции / В. М. Якупов // Преодолевая государственно-конфессиональные отношения: Сборник статей — Н. Новгород: Издательство Волго-Вятский академии государственной службы, 2003. — С. 167—174
- Якупов В. М. Важность традиционного Ислама в сохранении национальной самобытности в условиях глобализации / В. М. Якупов // Глобализация и национальная самобытность. Форум языков. 2003. Ежегодник. — Казань: «Экоцентр», 2004. — С. 30—36.
- Якупов В. М. Толерантность и толерантное сознание / В. М. Якупов // Этноконфессиональные отношения в Республике Татарстан. — Казань: ООО «Эльта», 2004. — С. 22—23.
- Якупов В. М. Анти-Ислам (о раскольнической сущности ваххабитов-реформаторов) Архивная копия от 31 мая 2011 на Wayback Machine // Журнал Мусульманский мир, сентябрь 2006. Издательство «Иман». Казань 1427/2006.
- Якупов В. М. Ваххабитский подрыв таухида / Валиулла Якупов. — Казань: Иман, 2009. — 24 с.; 20 см. — (Журнал «Мусульманский мир»; 2009, декабрь).

## Интервью
- Муфтий Валиулла Якупов: раскол в российской мусульманской общине не имеет объективных причин, в нём виновато духовенство Архивная копия от 4 марта 2016 на Wayback Machine // Интерфакс-Религия, 16.12.2005 г. (копия статьи)
- Галина Мазитова Валиулла Якупов: Мусульманского фактора у террористов нет — это игра дельцов Архивная копия от 4 марта 2016 на Wayback Machine // Агентство политических новостей, 28.06.2006 г.
- Яна Амелина Ваххабизм в России должен быть запрещен Архивная копия от 7 декабря 2015 на Wayback Machine // Интерфакс-Религия, 16.05.2010 г.
- Евгений Шестаков Считанные проценты течений внутри ислама проповедуют агрессивность Архивная копия от 28 ноября 2011 на Wayback Machine //Российская газета, 25.11.2010 г.
- Галина Хизриева Валиулла Якупов: «Государство нам не отказывает, оно ждёт…» Архивная копия от 1 апреля 2012 на Wayback Machine // Islam.ru, 13.06.2011 г.
- Арслан Минвалеев, Ольга Чернобровкина «Наша мечта, чтобы этой скульптуры в Булгаре не было» Архивная копия от 24 июня 2012 на Wayback Machine // Бизнес Online, 23.03.2012 г.
- Александр Гавриленко Валиулла хазрат Якупов, настоятель Апанаевской мечети Казани: «Искусство совместного проживания в том и заключается, что на некоторые вещи приходится закрывать глаза» // 116.ru, 23.04.2012
- Лия Вагизова Валиулла хазрат Якупов: Если имам не хочет быть толерантным, то зачем нам такой имам? Архивная копия от 22 июля 2012 на Wayback Machine // Комсомольская правда, 19.07.2012 г.
- «Ислам как мерило поступков» Архивная копия от 23 апреля 2018 на Wayback Machine // Элита Татарстана Архивная копия от 19 июля 2012 на Wayback Machine, 4.10.2010 г.